# MÁV 421 sorozat
A MÁV IVc. osztályú, később 421 sorozatú mozdonysorozat egy magyar D n2 tengelyelrendezésű hegyi pályai tehervonati gőzmozdonysorozat volt. 1894 és 1896 között összesen 35 db készült a MÁVAG-nál a típusból.

## Története
A Fiumei hegyi szakaszok növekvő teherforgalma újabb négy kapcsolt kerékpárú mozdony beszerzését tette szükségessé. A Budapesti Mozdonygyár a MÁV Ie, MÁV Ih és a MÁV Ik  kategóriákhoz  (MÁV 222 sorozat,   MÁV 320 sorozat,  MÁV 321 sorozat) használt kazánt vette alapul ennek a nagy teljesítményű tehervonati mozdonynak a megépítéséhez. A mozdony külső keretes, telített gőzű ikergépes kivitelű volt Heusinger-vezérléssel. 1894 és 1896 között 35 példány épült belőlük. Bár a leghátsó tengely a jobb kanyarfutás érdekében oldalirányba 30 mm-t elmozdulhatott, a mozdony kanyarfutása ennek ellenére nem volt megfelelő, így nem rendeltek további mozdonyokat a típusból. A MÁV a továbbiakban Mallet típusú mozdonyokat építtetett, melyeknek a megkívánt kanyarfutása biztosított volt.
A MÁV elsőként a járműveknek a IVc kategóriában a 4301-4335 pályaszámokat adta, majd 1911-ben a 421 sorozat 001-035 pályaszámait kapták.
A trianoni békeszerződéssel 14 mozdony a Csehszlovák Államvasutakhoz (ČSD) került, ahol 414,5 soraként számoztak be, és szlovák területen álltak szolgálatba. Ezeket a gépek a második világháború után selejtezték.

## Fordítás
- Ez a szócikk részben vagy egészben  a   MÁV IVc című német Wikipédia-szócikk fordításán alapul.  Az eredeti cikk szerkesztőit annak laptörténete sorolja fel. Ez a jelzés csupán a megfogalmazás eredetét és a szerzői jogokat jelzi, nem szolgál a cikkben szereplő információk forrásmegjelöléseként.